# Pylenie metalu
Pylenie metalu – forma wysokotemperaturowej korozji metali zachodząca w atmosferze gazów o wysokiej aktywności węgla i w przedziale temperatur 400–800 °C. Nazwa pochodzi od pyłu, który powstaje na skutek procesu degradacji. Proces ten prowadzić może do poważnych uszkodzeń instalacji przemysłowych (głównie rur) w zakładach hutniczych, rafineryjnych,  petrochemicznych i chemicznych.

## Historia
Pierwsze publikacje na temat tego rodzaju korozji pojawiły się w latach 50. XX w. W 1945 roku Camp i współpracownicy opisali pylenie metalu występujące w instalacji do reformingu nafty. Pod koniec lat 50. prowadzono badania mające na celu dokładniejsze poznanie i opis mechanizmu tego procesu skupiając się na badaniu reformingu z parą naftową. Równocześnie prowadzone były badania mające na celu opis mechanizmu pylenia metali w stalach niklowych oraz chromowo niklowych.
W latach 60. wykryty został mechanizm pylenia stali niskostopowych.
Obecnie wiele jednostek badawczych prowadzi badania nad różnymi rodzajami metali.

## Mechanizm
Mechanizm tej formy korozji jest złożony i różni się w zależności od materiału. Pomimo wielu badań, jego poprawność została potwierdzona eksperymentalnie jedynie dla najprostszych przypadków.
Pierwszą fazą procesu jest powstawanie i przenikanie węgla z fazy gazowej do metalu. Węgiel powstaje na skutek reakcji chemicznych, w których kluczową rolę odgrywa tlenek węgla (CO). Węgiel może powstawać na drodze reakcji redukcji tlenku węgla, np. wodorem:
CO + H2 → C + H2O
lub w wyniku reakcji Boudouarda:
2CO ⇌ C + CO2
Powstały w ten sposób węgiel reaguje z żelazem lub innymi metalami (w zależności od składu stali) i odkłada się na powierzchni metalu w formie cementytu (Fe3C) lub innego związku węgla z metalem. 
W dalszej części procesu cementyt ulega rozkładowi (Fe3C → 3Fe + C) na żelazo oraz węgiel, który dyfunduje przez warstwę cementytu i wytrąca się w postaci grafitu, który tworzy coraz grubszą warstwę, rozrastającą się na zewnątrz oraz wnikającą w warstwę cementytu w formie "korzeni". Żelazo wytrącone wskutek tej reakcji tworzy metaliczny pył lub ulega dyfuzji przenikając do wewnątrz i tworząc warstwę pomiędzy grafitem a cementytem. 
W niższych temperaturach pylenie metali jest nieistotne ze względu na powolność procesu dyfuzji węgla do wnętrza metalu. Wraz ze wzrostem temperatury wzrasta szybkość procesu dyfuzji, co powoduje, że powyżej 400 °C pylenie metali staje się zauważalne. Wraz z dalszym wzrostem temperatury proces przybiera na sile osiągając maksimum w temperaturze ok. 700 °C. Dalszy przyrost temperatury prowadzi do spowolnienia procesu aż do całkowitego zaniku powyżej 800 °C, co spowodowane jest spadkiem szybkości generowania węgla wraz ze wzrostem temperatury.
W warunkach przemysłowych pylenie metali występuje np. w instalacjach reformingu katalitycznego do produkcji wodoru, tlenku węgla oraz amoniaku.
Istnieje kilka metod przeciwdziałania temu rodzajowi korozji. Najbardziej powszechnym są różnego rodzaju powłoki oraz zwiększony dopływ pary wodnej do procesu.